# Forsen
Sebastian Hans Eli Fors (sinh ngày 16 tháng 12 năm 1990), thường được biết đến với biệt danh Forsen, là một streamer Twitch người Thụy Điển, từng thi đấu cho Starcraft II và Hearthstone. Các fan của anh tự gọi mình là "Forsenboys" hoặc "Forsen Bajs", và đã góp phần phổ biến một số meme gây tranh cãi trên mạng. Tháng 1 năm 2018, một hình ảnh biến dạng khuôn mặt của Fors ("forsenE") đã trở thành biểu tượng cảm xúc được sử dụng nhiều nhất trên Twitch trên toàn thế giới.
Với Hearthstone, anh đã giành chiến thắng trong giải đấu đầu tiên tại HTC Invitational vào tháng 5 năm 2015, giành chiến thắng trong cuộc thi phát trực tuyến Play it Cool tháng 10 năm 2015. Forsen là một trong bốn streamer Hearthstone hàng đầu vào năm 2015, khi có tới 45.000 người xem live stream trên kênh Twitch cá nhân. Anh từng được biết đến là một trong những game thủ hàng đầu của bộ bài Miracle Rogue.
Tháng 2 năm 2018, Forsen đã dẫn dắt đội bốn thành viên của mình giành chiến thắng trong giải đấu Twitch Rivals PlayerUnknown's Battlegrounds Invitational trị giá 100.000 đô la, mang về giải thưởng 13.600 đô la. Tháng sau đó, anh cũng tham gia giải đấu Darwin Project Invitational, giành vị trí đầu bảng và giải thưởng 20.000 đô la Mỹ. Tháng 12 năm 2018, anh đạt được số lượng người xem cá nhân kỷ lục là 80.860.
Cuối năm 2020, Forsen bắt đầu cạnh tranh với streamer xQc trong cuộc đua tốc độ Minecraft. Tính đến tháng 4 năm 2021, Forsen đạt được kỷ lục đua nhanh nhất là 20:38, nhanh hơn bảy giây so với 20:45 của xQc.
Ngày 26 tháng 11 năm 2020, Forsen nhận lệnh cấm vô thời hạn từ Twitch sau khi anh vô tình hiển thị một bức ảnh GIF do một người xem gửi cho anh - trong đó, có cảnh tương tác khiêu dâm giữa một người phụ nữ và một con ngựa. Anh được dỡ bỏ án cấm sau một tháng.